# Arada Kalama

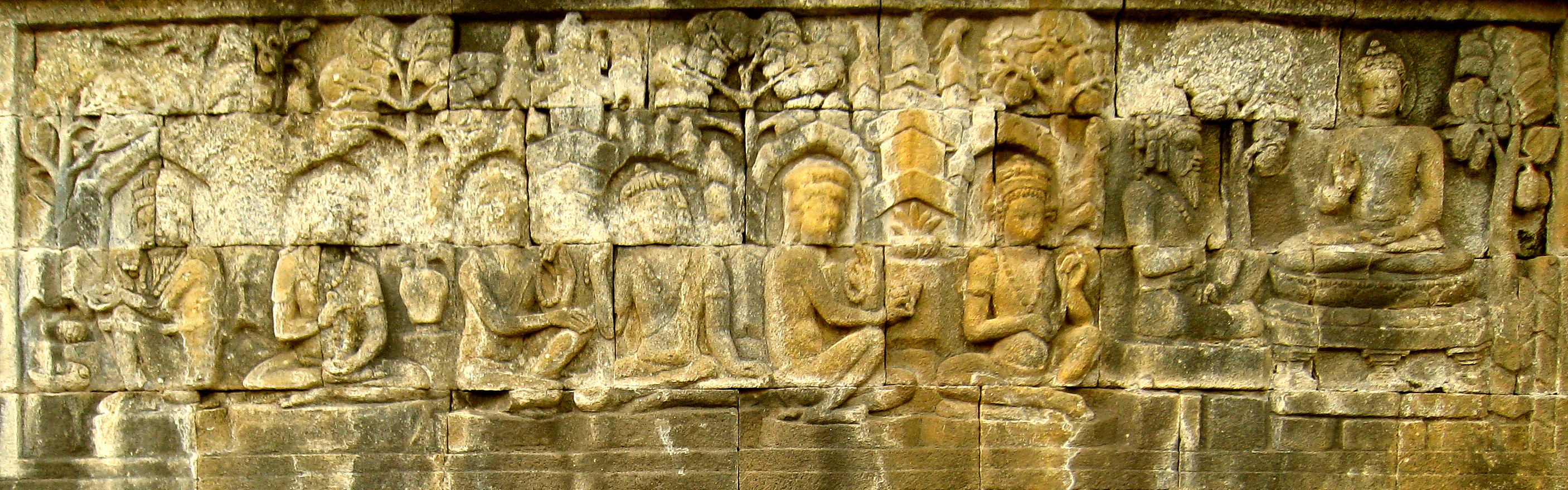
Arada Kalama propose à Siddharta d’enseigner avec lui. Un des bas-reliefs du mur principal (premier corridor) du Temple de Borobudur, racontant les étapes qui ont précédé l'Éveil, (Lalitavistara).

Arada Kalama ou Alara Kalama (sanskrit IAST: Ārāḷa Kālāma ou Ārāḍa Kālāpa; pāḷi: Āḷāra Kālāma), était un ermite qui enseignait la méditation yogique  à l’époque de Siddhartha Gautama,,. Il résidait dans la région de Vesali (aujourd’hui Vaisala) et avait de nombreux disciples.

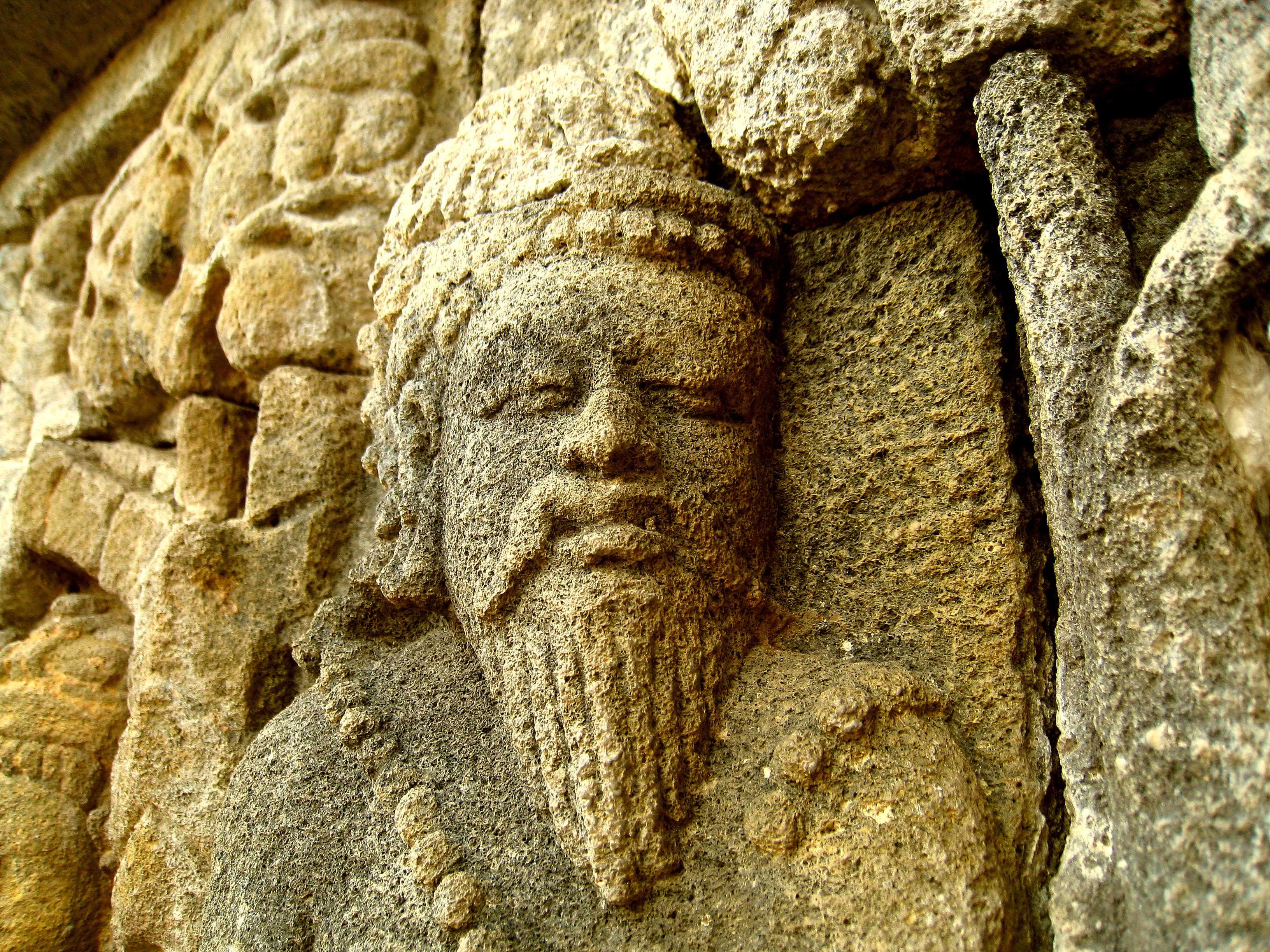
Arada Kalama propose à Siddharta d’enseigner avec lui.Temple de Borobudur. Détail du bas–relief présenté ci-contre.

Selon les écritures du canon pāli, Ārāḍa a été le premier maître du futur Bouddha après son départ de Kapilavastu.
Rapidement, celui-ci atteint dhyāna (pāli : jhāna), le septième membre du raja yoga, sphère de la méditation profonde ou du  néant ,.
Dès lors, Ārāḍa, le considérant comme son égal lui dit : « Il n’y a plus aucune différence entre nous. Reste auprès de moi et enseigne à mes côtés. ».
Mais pour Siddhârta, la septième sphère ne constitue  pas l’ultime étape. Il décline l’offre, préférant poursuivre sa route.
Il se promet de revenir voir son maître quand il aura atteint l'Éveil.
Par la suite, il rencontrera un autre ascète renommé, Uddaka Ramaputta, lequel deviendra son second maître.